# Hoài Sa
Nguyễn Hoài Sa (sinh ngày 24 tháng 1 năm 1973), thường được biết đến với nghệ danh Hoài Sa, là một nam nhạc sĩ, nhà sản xuất thu âm kiêm nghệ sĩ piano người Việt Nam. Anh từng giành được một đề cử của giải Cống hiến.

## Thân thế và sự nghiệp
Hoài Sa sinh ngày 24 tháng 1 năm 1973. Anh đến với âm nhạc bằng việc học đàn piano tại Nhạc viện Thành phố Hồ Chí Minh từ năm 6 tuổi theo sự định hướng của người bố. Đến 16 tuổi anh chuyển sang chơi nhạc nhẹ và quyết tâm thành lập ban nhạc Những ngôi sao nhỏ mặc cho sự ngăn cản của gia đình. Năm 19 tuổi, Hoài Sa bắt đầu viết những bản phối đầu tiên.

## Tác phẩm và giải thưởng
Mặc dù là nhạc sĩ nhưng Hoài Sa không sáng tác bao giờ, anh chỉ làm hòa âm phối khí. Hầu hết những chương trình lớn đều có Hoài Sa tham gia như Ca sĩ mặt nạ, chơi cùng dàn nhạc hoặc trong vai trò hòa âm phối khí. Trên sân Bài hát Việt, anh đã hai lần giật giải. Hoài Sa từng giành được một đề cử của giải Cống hiến.